# Gyrinus aeratus
Gyrinus aeratus là một loài bọ cánh cứng trong họ van Gyrinidae. Loài này được Stephens miêu tả khoa học năm 1835.

## Hình ảnh

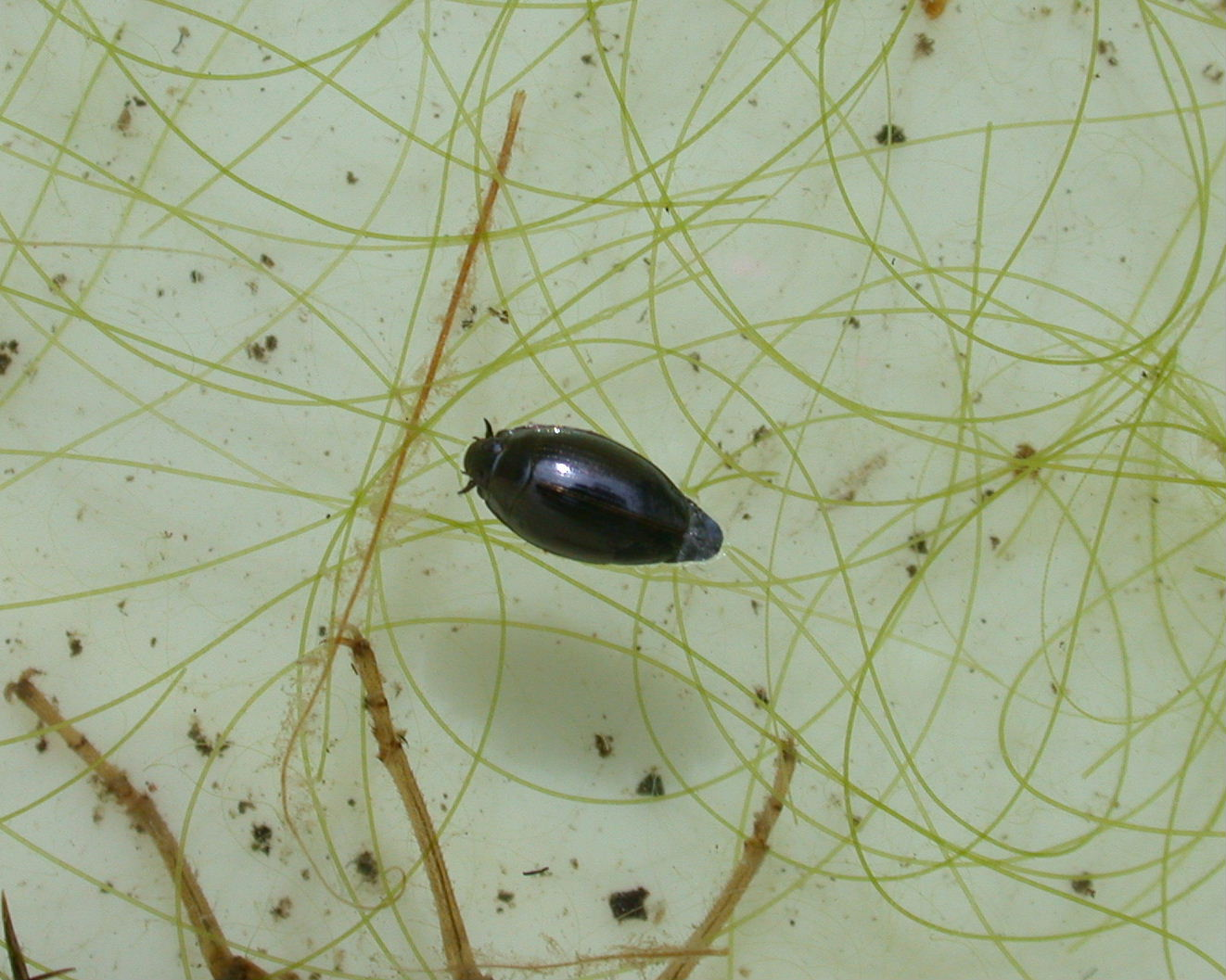
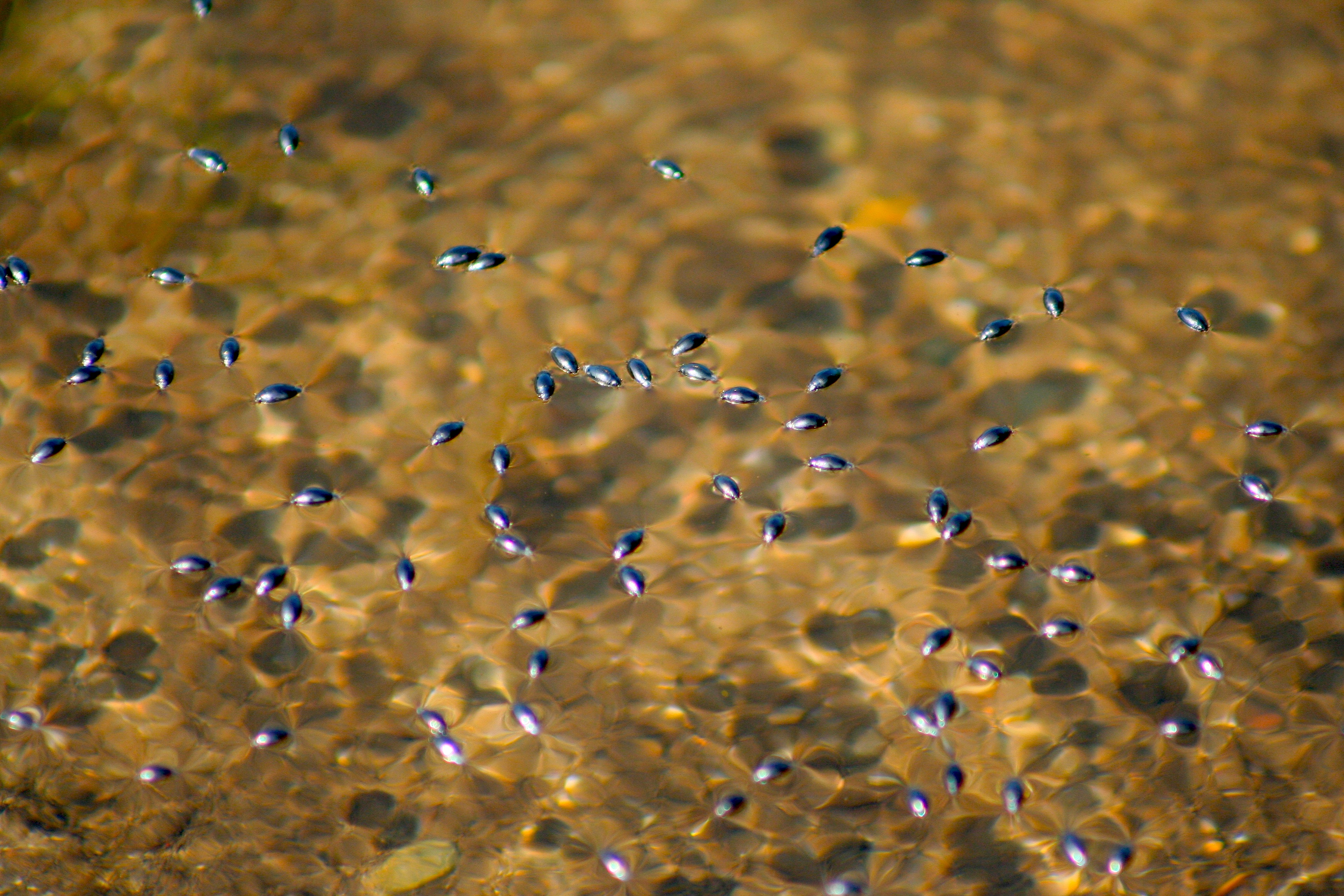
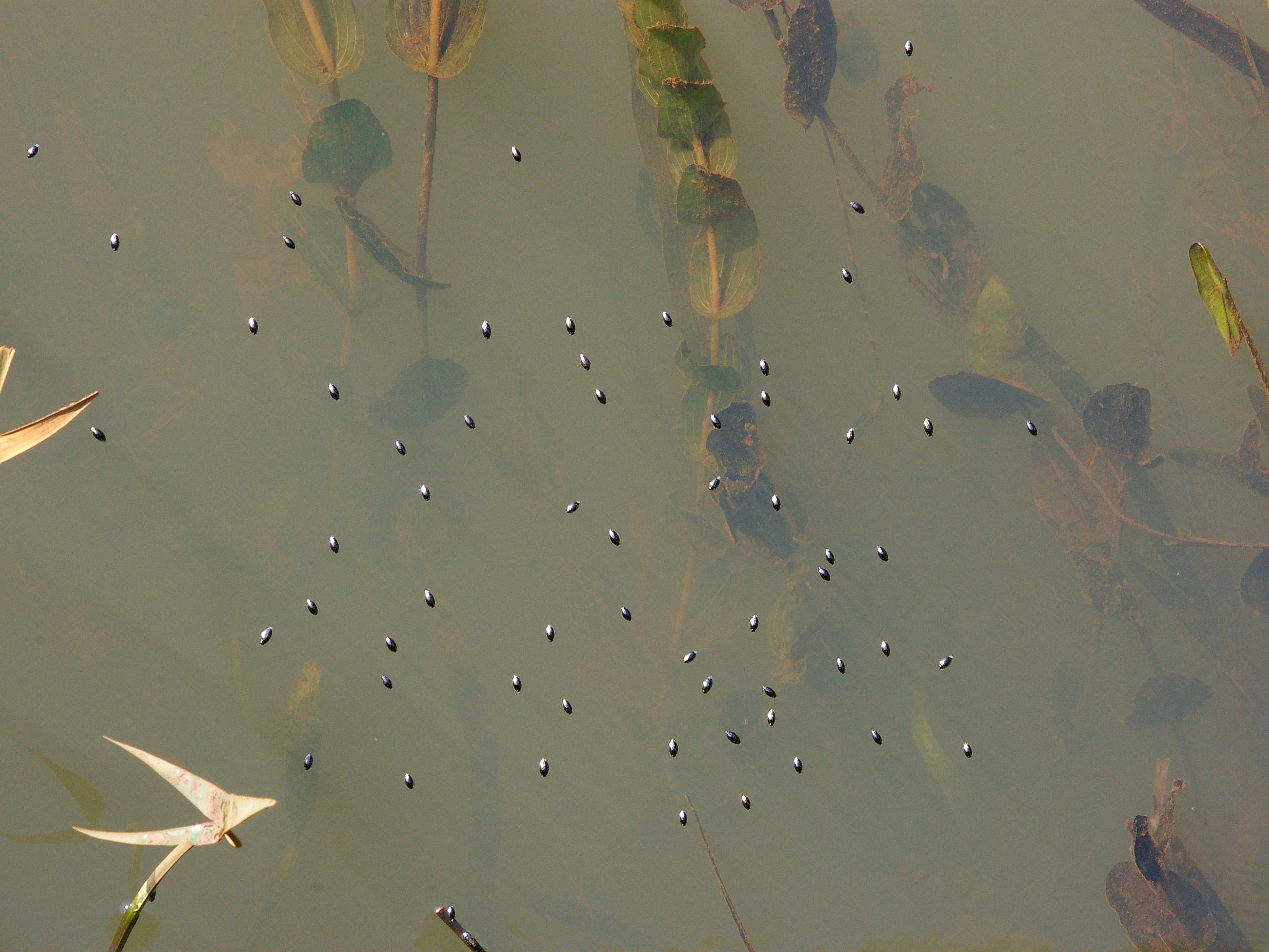
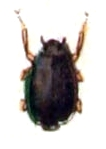